# Adelina Budăi-Ungureanu
Adelina Budăi-Ungureanu (ur. 29 lipca 2000 w Botoszanach) – rumuńska siatkarka, grająca na pozycji rozgrywającej, reprezentantka Rumunii.

## Sukcesy klubowe
Liga rumuńska:
- 2019[5]

## Sukcesy reprezentacyjne
Srebrna Liga Europejska:
- 2019[6]

Złota Liga Europejska:
- 2025[7]